# 天聖駅
天聖駅（チョンソンえき、朝鮮語: 천성역）は、朝鮮民主主義人民共和国平安南道殷山郡にある駅で、天聖炭鉱線に属する。

## 隣の駅
天聖炭鉱線
望日里駅 - 天聖駅